# Люди в красном
«Люди в красном» («Краснорубашечники», англ. Redshirts, оригинальное название англ. Redshirts: A Novel with Three Codas) — научно-фантастический роман Джона Скальци. Книга была издана издательством Tor Books в июне 2012 года. Рассказчиком аудиокниги к этому роману был Уил Уитон. Книга получила в 2013 году премию «Хьюго» и «Локус» за лучший роман, а в 2016 году — Премию «Геффен».

## Сюжет
Младший лейтенант Эндрю Даль (англ. Andrew Dahl) приписан к космическому флагману «Бесстрашный» (англ. Intrepid) Всемирного Союза (англ. Universal Union), где работает в астробиологической лаборатории. После получения шанса поработать со старшими офицерами корабля на «выездных миссиях» («англ. Away Missions») к опасным планетам Даль осознает, что он, как член экипажа с низким званием, имеет большую вероятность быть убитым при выполнении миссий.
Даль и другие новые лейтенанты замечают нечто странное в отношении жизни на борту «Бесстрашного» — на каждой выездной миссии по меньшей мере один член экипажа умирает. Складывается впечатление, что каждая выездная миссия следует череде причудливых правил. Экипаж «Бесстрашного» становится очень суеверным и боится быть втянутым в миссии экипажа капитанского мостика.
Друзья знакомятся с лейтенантом Керенским (англ. Kerensky), любвеобильным русским. Керенский начинает встречаться с младшим лейтенантом Дюваль (англ. Duvall), одной из новоприбывших. После встречи с потерявшимся на корабле членом экипажа Дюваль и другие новички узнают, что они являются персонажами в телесериале.
Как только они понимают свою судьбу, история становится похожей на абсурдную трагикомедию «Розенкранц и Гильденстерн мертвы», в которой рассказывается о том, что происходит, когда персонажи узнают, что они не в «реальной» сюжетной линии.

## Отзывы
Роман выиграл RT Reviewer’s Choice Award за 2012 год, премию Хьюго за лучший роман и премию Локус за лучший научно-фантастический роман в 2013 году.
Журнал Forbes похвалил роман словами «Вам не обязательно быть заядлым фанатом научной фантастики, чтобы получить наслаждение от „Людей в красном“, впрочем, там есть много пасхальных яиц для тех, кто такими является. И красота этой книги в том, что она действует на многих уровнях. Если вы ищете свежую, увлекательную книгу для пляжа, это она. Если вы хотите спуститься на уровень и читать ее как сюрреалистическое размышление над персонажами и жанром, как в пьесе „Розенкранц и Гильденстерн мертвы“, это ваша книга».
По книге снимают мини-сериал для телеканала FX.